# Menander (imię)
Menander – imię męskie pochodzenia greckiego, którego najsłynniejszym nosicielem był Menander, starożytny poeta grecki. Jego patronem w Kościele katolickim jest św. Menander, zm. ok. 360 r. w Bitynii, wspominany razem ze śwśw. Patrycjuszem, Achacym i Polienem.
Menander imieniny obchodzi 28 kwietnia.